# Opuntia strigil
Opuntia strigil ist eine Pflanzenart in der Gattung der Opuntien (Opuntia) aus der Familie der Kakteengewächse (Cactaceae). Das Artepitheton strigil stammt aus dem Lateinischen und bedeutet ‚Streicheisen‘.

## Beschreibung
Opuntia strigil wächst niedrig strauchig, ist ausgespreizt mit manchmal einigen aufsteigenden Zweigen und erreicht Wuchshöhen von bis zu 1 Meter. Die grünen, leicht glauken, kreisrunden bis verkehrt eiförmigen Triebabschnitte sind 10 bis 12,5 Zentimeter lang, 8,5 bis 10 Zentimeter breit und bis zu 1,2 Zentimeter dick. Die vorstehenden Areolen stehen eher eng beieinander, die zahlreichen, bis zu 6 Millimeter langen Glochiden sind rötlich ockerfarben. Die ein bis acht borstenartigen, ausgebreiteten, geraden oder leicht gebogenen Dornen liegen an der Trieboberfläche an oder sind abwärts gerichtet. Sie sind rot bis rötlich braun mit einer helleren Spitze und 1,2 bis 4 Zentimeter lang.
Die hell zitronengelben Blüten besitzen eine rötliche Basis. Sie erreichen eine Länge von 6 bis 7 Zentimeter und ebensolche Durchmesser. Die etwa kugelförmigen roten Früchte sind fleischig und weisen Durchmesser von 1,2 bis 1,9 Zentimeter auf.

## Verbreitung, Systematik und Gefährdung
Opuntia strigil ist in den Vereinigten Staaten im Westen und Süden des Bundesstaates Texas sowie in den mexikanischen Bundesstaaten Chihuahua, Coahuila, Nuevo León und Tamaulipas in Höhenlagen von 900 bis 1350 Metern verbreitet.
Die Erstbeschreibung durch George Engelmann wurde 1856 veröffentlicht.
In der Roten Liste gefährdeter Arten der IUCN wird die Art als „Least Concern (LC)“, d. h. als nicht gefährdet geführt. Die Entwicklung der Populationen wird als stabil angesehen.

## Nachweise